# Asociación Evangélica de la Misión Israelita del Nuevo Pacto Universal
La Asociación Evangélica de la Misión Israelita del Nuevo Pacto Universal (Aeminpu) es una institución religiosa peruana de corte nazarena. Sus seguidores son comúnmente denominados «israelitas». (término generalmente utilizado para la gente que profeta el judaísmo o es originaria de Israel). Los miembros se adhieren a una interpretación estricta del Antiguo Testamento. Fue fundada en 1968 por Ezequiel Ataucusi Gamonal, a quien parte de sus seguidores toman como un profeta y mesías.

## Historia
La Asociación Evangélica de la Misión Israelita del Nuevo Pacto Universal (Aeminpu) es una institución religiosa fundada el 27 de octubre de 1968 en Paucartambo, Junín, por el zapatero y misionero peruano Ezequiel Ataucusi Gamonal y reconocida legalmente por el Estado el 26 de septiembre del 1969. Su líder se vinculó inicialmente con el adventismo, pero luego de discrepancias con los líderes religiosos, decidió independizar su movimiento. Posteriormente tomó la doctrina de la Asociación Israelita Evangélica del Nuevo Pacto del Perú.
Su base de operaciones fue establecida en la selva peruana. Para 1986, contaba con Centros de Capacitación Bíblica (Cecabi) en casi todas la provincias del Perú.
En 1989, por medio de su fundador, crean el partido político Frente Popular Agrícola del Perú (Frepap).
En el 2000, la salud del fundador y actual líder, Ezequiel Ataucusi, se deterioró a causa de una insuficiencia renal, por lo que se apartó de sus actividades cotidianas. Para el 21 de junio del mismo año se informó su fallecimiento, un hecho que envolvió de tristeza a la comunidad del Aeminpu, algunos miembros creían en una posible resurrección del líder similar a lo ocurrido con Jesús, sin embargo, este suceso no se cumplió. Su cuerpo fue puesto en la llamada Casa Real de Cieneguilla que desde su muerte funciona también como museo.Previo a su fallecimiento, Ezequiel designo a su hijo Ezequiel Jonás Ataucusi como su sucesor en el movimiento religioso y en su partido político, el Frepap. Los integrantes de la dicha organización religiosa afirman que Ezequiel Jonás es el Hijo de Dios y que Dios está en el Perú. La iglesia fue criticada por utilizar la religión con temas relacionados a la política y por idolatrar a una persona humana en lugar del Altísimo.
En los siguientes años de los inicios del siglo XXI, esta comunidad religiosa había internacionalizado su presencia, estableciendo núcleos en países vecinos, como Colombia, Argentina y Ecuador, y países europeos como España. Entre sus militantes destacados se encuentra David Chauca, apodado como el Hincha Israelita, por su participación con la selección peruana vestido con una característica túnica.

## Creencias

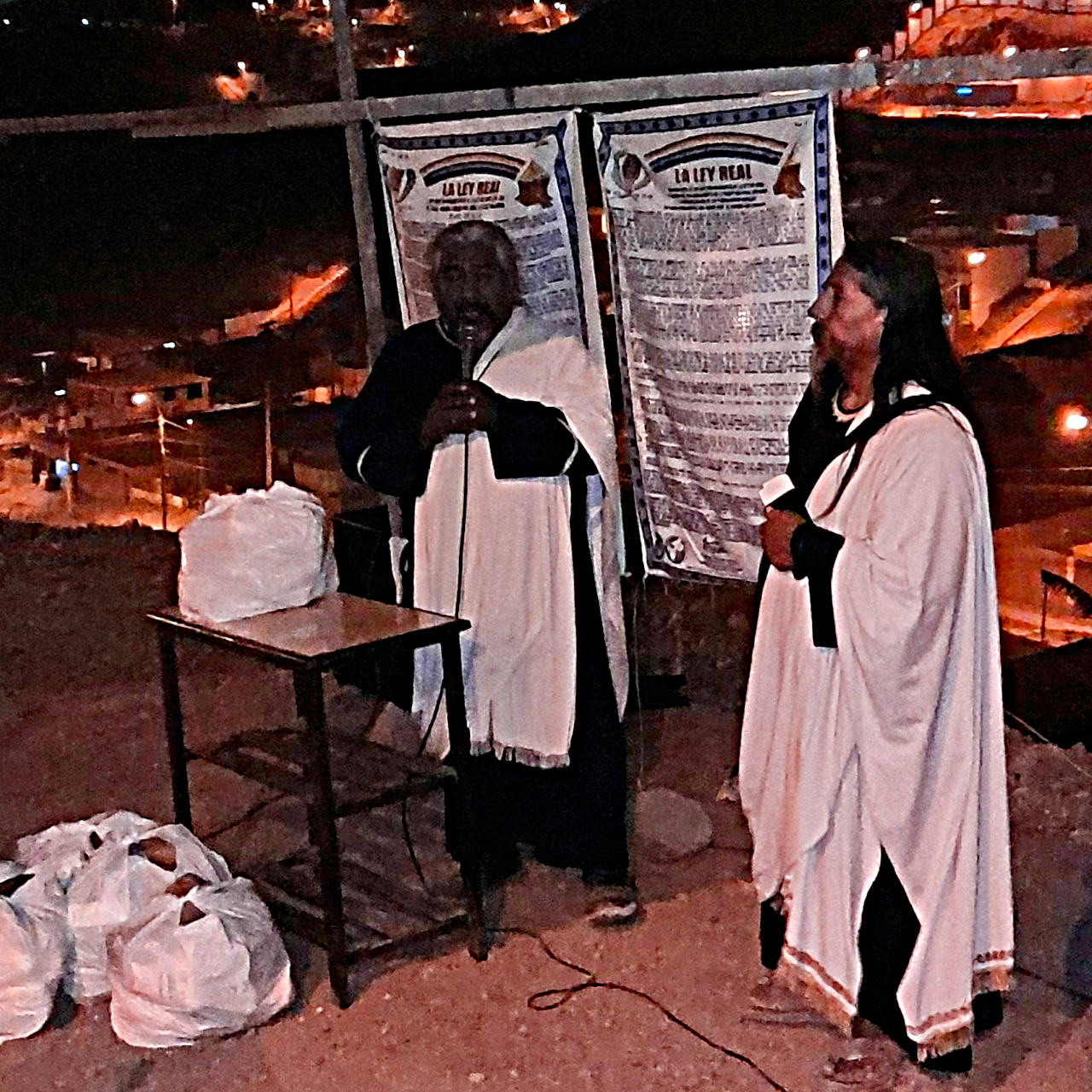
Los predicadores de la Asociación Evangélica de la Misión Israelita del Nuevo Pacto Universal son los encargados de realizar los cultos en las filiales de la dicha organización a nivel nacional e internacional. A su vez, realizan eventos benéficos en los pueblos jóvenes de Lima y el resto del Perú con la colaboración del partido político Frente Popular Agrícola FIA del Perú.

La Asociación Evangélica de la Misión Israelita del Nuevo Pacto Universal tiene un sincretismo doctrinal en el que se combinan componentes católicos y protestantes con dogmas de la religión incaica, añadiendo temas del Antiguo Testamento, observando nombres como: Misión Israelita y Nuevo Pacto. Entre sus creencias tienen el hábito de cumplir los Diez Mandamientos establecidos por su fundador, conocidos como la Ley Real. Dentro de su normativa, se encuentra llevar túnicas, y los hombres pelo largo y barbas largas.
Junto a las otras entidades religiosas como la Iglesia de Dios Sociedad Misionera Mundial, la Iglesia Adventista del Séptimo Día y la Iglesia de Dios del Séptimo Día, la Aeminpu guarda el mandamiento del Día de Reposo, culto que se realiza los días sábados, tradicional en la iglesia primitiva. A diferencia de las tres primeras, la Aeminpu guarda el Día de Reposo del Antiguo Pacto.
La ceremonia del holocausto, cuyo objetivo es la quema del cordero, es llamado en la organización como el Campo Real, donde se da una ofrenda a Dios para el perdón de los pecados y el agradecimiento hacia él. Se realiza únicamente en la Iglesia Matriz, filial principal de la Aeminpu, ubicada en el distrito de Cieneguilla. Mientras en sus otras filiales nacionales e internacionales mantienen el culto del Día de Reposo y al finalizar alzan el fuego para el sacrificio de los santos.

## Música

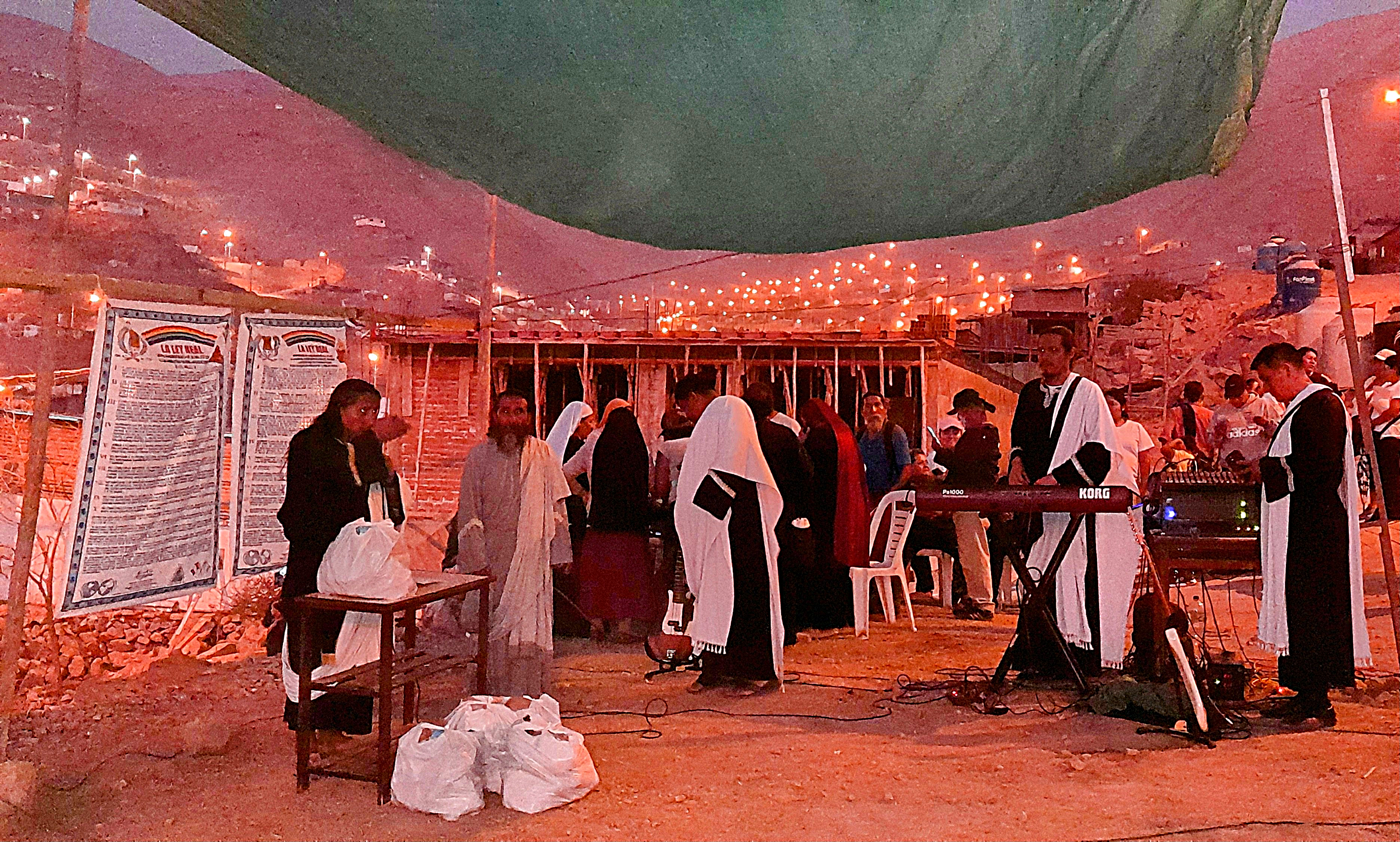
Los músicos de la Aeminpu, al lado del predicador y un miembro de la dicha organización religiosa en un evento benéfico en Jicamarca.

El género musical de la organización es la música cristiana, bajo el formato de alabanza. La música de la Aeminpu está conformada por agrupaciones musicales con diferentes nombres bíblicos como el León de Judá y Leví. Cada conjunto, los músicos tocan los teclados y el bajo, incluyendo un/una vocalista principal; se presentan especialmente en los cultos, eventos benéficos de la iglesia y las campañas electorales del partido Frepap.
La mayoría de las letras de las canciones de la Aeminpu están dedicadas en honor a su líder Ezequiel Ataucusi y a su hijo sucesor Ezequiel Jonás. 